# Eden (Musiker)
Eden (* 23. Dezember 1995 in Dublin, Irland, Geburtsname Jonathon Ng) ist ein irischer Produzent, Sänger und Songwriter elektronischer Musik. Er arbeitete zunächst als The Eden Project, ein Alias, der im Jahr 2015 aufgegeben wurde. Ngs Arbeit als The Eden Project entsprach der Musikrichtung Dubstep und Drum and Bass, während seine Musik als Eden eher dem Indie-Pop zuzuordnen ist.
Ng veröffentlichte mehr als 40 Tracks als The Eden Project inklusive 6 EPs sowie einige Remixe. Als Eden gründete er sein eigenes Plattenlabel MCMXCV, auf dem sein Debüt-EP End Credits veröffentlicht wurde. Seine zweite EP, I Think You Think Too Much of Me, wurde im August 2016 veröffentlicht und wurde sein erstes Album, das es in die Charts schaffte und auf Platz 43 der Irish Albums Chart debütierte. Am 19. Januar 2018 veröffentlichte Ng sein Studio-Debütalbum Vertigo, mit welchem er auch eine Welttournee bestritt. Am 14. Februar 2020 veröffentlichte Eden sein darauffolgendes und somit zweites Studioalbum mit dem Namen no future, welches einen Tag nach der Veröffentlichung bereits in den Top 150 der Album Charts und in den Top 10 der Alternative-Genre Album Charts vertreten war. Am 9. September 2022 veröffentlichte Ng sein drittes Album ICYMI.

## Leben und Karriere

### Frühes Leben
Ng wurde in Dublin (Irland) geboren. Seine Mutter stammt aus Irland und sein Vater kommt aus Hongkong. Ng wurde ab dem Alter von sieben Jahren in der klassischen Geige und Musiktheorie ausgebildet. Später brachte er sich Klavier, Gitarre und Schlagzeug selbst bei und begann seine eigene Musik erst als The Spab Project hauptsächlich auf SoundCloud zu veröffentlichen, bevor die Umbenennung in The Eden Project folgte.

### 2013–2015: The Eden Project
Ng begann im Jahr 2013 als The Eden Project Label unabhängige Tracks zu veröffentlichen und Popularität durch Promotion-Netzwerke zu erreichen. Im Jahr 2014 veröffentlichte er das Album Kairos, in dem er mit den Tracks Statues und Chasing Ghosts mit einem eher zurückhaltenden alternativen Musikstil experimentierte. Im Oktober 2014 veröffentlichte er die Entrance EP, deren Indie-Track Circles seinen vertrauten elektronischen Stil Kontrast bot. Seine beliebtesten Tracks waren Abweichungen von seinem üblichen Sound. Am 10. Dezember 2014 wurde er auf dem Track Scribble des New Yorker Produzenten Puppet gefeatured, der dann über Monstercat veröffentlicht wurde.
Im Jahr 2015 veröffentlichte Ng seine neue EP Bipolar Paradise EP, deren Track Fumes über 14 Millionen Views auf YouTube erreichte. Er gab später bekannt, dass er The Eden Project einstellte, und veröffentlichte Final Call, seine letzte EP unter dem Pseudonym. Es enthielt zwei Coverlieder, eines von Blank Space von Taylor Swift und das andere von Crazy In Love von Beyoncé. Times Like These ist offiziell das letzte unter seinem früheren Pseudonym veröffentlichte Lied.

### 2015–2016: Wechsel zu EDEN,End Credits,ITYTTMOMund die Futurebound tour
Nach der Veröffentlichung von Final Call änderte Ng seinen Alias zu EDEN und nahm im Frühjahr 2015 neue Lieder auf. Die End Credits EP wurde am 8. August über das britische Label Seeking Blue Records und das eigene Label von Ng, MCMXCV, weltweit kostenlos zum Download freigegeben. Die EP besteht aus Indie-Pop und alternativen Electronica-Tracks mit starkem Schwerpunkt auf Gesang. Zwei Singles, Nocturne und Gravity, wurden bereits im Juni bzw. Juli veröffentlicht. Insgesamt hat die EP über 14 Millionen Wiedergaben auf der Streaming-Plattform SoundCloud erreicht.
Am 22. März begann Ng seine End Credits Tour mit Konzerten in Dublin, London, Toronto, New York, Los Angeles und San Francisco. Die Tickets waren innerhalb der ersten Woche ausverkauft und in New York City wurde aufgrund der hohen Nachfrage ein zusätzlicher Veranstaltungsort eingerichtet. Die Tour endete am 8. April.
Kurz nach seiner End Credits Tour gab Ng bekannt, dass seine neue EP, I Think You Think Too Much of Me, am 19. August 2016 veröffentlicht werden würde. Am 10. Juni 2016 wurde die erste Single Sex (mit Gold in den USA und Silber in Großbritannien prämiert) veröffentlicht, die einen größeren Schwerpunkt auf Gesang und Instrumentierung legte. Einen Monat später stellte das Magazin Billboard die neuen Single Drugs vor, einen Tag vor der offiziellen Veröffentlichung am 15. Juli 2016. Die EP enthält Fumes, früher veröffentlicht unter The Eden Project, zusätzlich zu zwei anderen Wiederveröffentlichungen von The Eden Project Songs, XO (mit Gold in den USA und Silber in Großbritannien prämiert) und eine remasterte Version von Circles. Nach der Veröffentlichung chartete die EP auf den Irish Album Charts und wurde zu Ngs erster Musik, die es in die Charts schaffte.
Am 7. September 2016 veröffentlichte Ng ein zweites Musikvideo für Drugs, ein 360-Grad Virtual Reality Erlebnis. Das Video sammelte in einer Woche 1,5 Millionen Facebook-Aufrufe.
I Think You Think Too Much of Me wurde durch die Futurebound Tour weiter promotet. Die Futurebound Tour begann am 7. September 2016 in Vancouver, British Columbia, Kanada. Die Tour umfasste 33 Auftritte in Nordamerika und Europa und endete am 26. November mit einer Abschlussshow in Paris, Frankreich.

### 2017–2018: Festivals und Vertigo
EDEN startete im Sommer 2017 eine Festivaltour. Er wählte auch einige Fans aus, die ihre Erfahrungen bei jeder Show filmen sollten, um sie auf seinem Snapchat-Account zu veröffentlichen. Am 2. September spielte Ng seine letzte Show der Festivalsaison bei Electric Picnic. Während seines Sets hat er auch die offizielle Version von start // end zum ersten Mal aufgeführt. Der Song war bereits im Januar auf seinem SoundCloud-Account veröffentlicht worden.
Am 28. September wurde start // end als erste Single des kommenden Albums VERTIGO auf allen gängigen Musik-Plattformen veröffentlicht. Die Single wurde von einem Musikvideo begleitet, das, nachdem es in den YouTube-Trends war, bereits über Million Aufrufe übertroffen hat. Das Video wurde an verschiedenen Orten in Europa, Nordamerika und Japan gedreht.
Am 7. November 2017 deutete EDEN auf Social Media die Veröffentlichung einer neuen Single an. Am 8. und 9. November zeigte die EDEN-Website Koordinaten an, an denen Menschen nach versteckten Plakaten an verschiedenen Orten auf der ganzen Welt suchten. Gold wurde am 10. November 2017 zusammen mit der Ankündigung der Vertigo World Tour veröffentlicht, die im März 2018 beginnen soll.
Die dritte Single Crash, die Teil des Albums vertigo ist, wurde am 8. Dezember 2017 auf Spotify und iTunes veröffentlicht.
Am 19. Januar 2018 erschien vertigo und besteht aus insgesamt 13 Liedern. Außerdem wird EDEN von März bis Mai 2018 auf der Vertigo World Tour auftreten. Er wird begleitet von der Sängerin und Songwriterin VÉRITÉ in Nordamerika und der Band Crooked Colors in Europa.

### 2019-Heute:909und No Future
Am 24. April 2019 wurde die Single 909 veröffentlicht, die zu keinem Album zugehörig ist.
Im Oktober 2019 wurden untitled und projector als erste Singles des kommenden Albums No Future veröffentlicht. Im Dezember 2019 und Januar 2020 folgten dann noch love, death, distraction und isohel, bevor am 14. Februar 2020 das gesamte Album mit 19 Titeln erschien. Es debütierte auf Platz 26 der Billboard 200, was seine bisher höchste erreichte Chartposition darstellt.
Am 6. Mai veröffentlichte Ng im Zuge der "New World Tapes" seines Labels MCMXCV die Single Peaked, welches das zweite von zwölf Liedern des Tapes ist. Am 24.06. erschien als elftes Lied des Tapes "Cold Feet" in Zusammenarbeit mit Ryan Hemsworth, woraufhin eine weitere Kollaboration mit Kai Whiston unter dem Titel "Stingray" am 15. Juli 2020.

## Zusätzliche Werke
Vor der Veröffentlichung von Endcredits lieferte Ng uncredited Vocals für Mendums Song Elysium sowie credited Vocals für Crywolfs Song Stomach It. Der Gesang von woah, einem Track in der Final Call EP von The Eden Project, wurde in dem Track I'll Be Your Reason von Illenium gesampelt, der am 8. Juni durch Nest HQ, einer Tochtergesellschaft von Skrillex Label OWSLA, veröffentlicht wurde. Nach der Veröffentlichung von End Credits lieferte Ng uncredited Vocals auf dem Track No More von Pierce Fulton, der am 9. November 2015 über Armada Music veröffentlicht wurde.
Im November 2015 veröffentlichte Ng ein Cover von Michael Jacksons Billie Jean zum kostenlosen Download. Es hat über eine Million Wiedergaben auf den meisten Streaming-Plattformen.
Im Jahr 2016 arbeitete Ng zwei weitere Male mit Puppet zusammen, indem er uncredited Vocals auf den Tracks Without Me und Vagabond veröffentlichte, die auf Monstercat als Teil von Puppets Debüt-EP Soft Spoken veröffentlicht wurden.
Ng hat zwei EPs für den Londoner Rapper ATO, Intro und Man of the House produziert.
Im September 2017 lieferte Ng uncredited Gesang für das Lied Leaving auf dem zweiten Studioalbum Awake des amerikanischen Produzenten Illenium.

## Diskografie

### Alben
| Titel                            | Details                                                                                         |
| End Credits                      | - Veröffentlicht: 8. August 2015 - Labels: MCMXCV - Formats: Download                           |
| I Think You Think Too Much of Me | - Veröffentlicht: 19. August 2016 - Labels: MCMXCV - Formats: Digital download, vinyl, Kassette |
| Vertigo                          | - Veröffentlicht: 19. Januar 2018 - Labels: Capitol Records - Formate: CD, Download, Vinyl      |
| No Future                        | - Veröffentlicht: 14. Februar 2020 - Labels: Capitol Records - Formate: CD, Download            |
| ICYMI                            | - Veröffentlicht: 9. September 2022 - Labels: MCMXCV - Formate: Streaming, Download, Vinyl      |

## Belege
1. ↑  Chartquellen: Irland / UK / US
2. ↑  EDEN. Abgerufen am 17. Januar 2018.
3. ↑  The Spab Project. Abgerufen am 23. Dezember 2021 (englisch).
4. ↑  The Spab Project. Abgerufen am 23. Dezember 2021.
5. ↑  Koala Kontrol: The Eden Project - Fumes. 1. Januar 2015, abgerufen am 17. Januar 2018.
6. ↑  EDEN Gets Ready For His Debut EP With Release Of Title Track End Credits - thissongslaps.com - Electronic Dance Music & Hip-Hop Media. Abgerufen am 17. Januar 2018 (amerikanisches Englisch).
7. ↑  EDEN - End Credits | Your EDM. In: Your EDM. 1. August 2015 (Online [abgerufen am 17. Januar 2018]).
8. ↑  "i think you think too much of me" by EDEN on iTunes. 19. August 2016, abgerufen am 17. Januar 2018 (amerikanisches Englisch).
9. ↑  Auszeichnungen für Musikverkäufe: UK US
10. ↑  EDEN Releases sex Ahead of New EP | Your EDM. In: Your EDM. 10. Juni 2016 (Online [abgerufen am 17. Januar 2018]).
11. ↑  Electronic Musician EDEN Gets Honest on Dark 'drugs' Track: Exclusive Premiere. In: Billboard. (Online [abgerufen am 17. Januar 2018]).
12. ↑  Music's Salvation Might Be Selling Not Songs, But VR. In: WIRED. (Online [abgerufen am 17. Januar 2018]).
13. ↑  EDEN. Abgerufen am 17. Januar 2018.
14. ↑  EDEN Kicks Off North American Futurebound Tour - astralwerks. In: astralwerks. (Online [abgerufen am 17. Januar 2018]).
15. ↑  EDEN. Abgerufen am 17. Januar 2018.
16. ↑  EDEN RELEASES NEW TRACK & VIDEO “START//END”. In: astralwerks. (Online [abgerufen am 17. Januar 2018]).
17. ↑  Around The World With EDEN: An Exclusive Guide to the Irish Artist's Striking Self-Shot & Directed 'Start//End' Video. In: Billboard. (Online [abgerufen am 17. Januar 2018]).
18. ↑  EDEN: guys when you find what youre looking for today, look closely xhttp://mcmxcv.eu/. In: @iameden. 8. November 2017, abgerufen am 17. Januar 2018 (englisch).
19. ↑  Irish Singer/Producer EDEN Announces Debut Album, Shares Lead Single Gold. In: PigeonsandPlanes. (Online [abgerufen am 17. Januar 2018]).
20. ↑  Tour. Archiviert vom Original (nicht mehr online verfügbar) am 10. November 2017; abgerufen am 17. Januar 2018 (amerikanisches Englisch).  Info: Der Archivlink wurde automatisch eingesetzt und noch nicht geprüft. Bitte prüfe Original- und Archivlink gemäß Anleitung und entferne dann diesen Hinweis.
21. ↑  Vertigo | Eden | Neues Album | 2018 | cd-lexikon.de. 19. Januar 2018, abgerufen am 19. Januar 2018.
22. ↑  EDEN: tour updates ! – please read below. In: twitter. 29. November 2017, abgerufen am 17. Januar 2018 (englisch, Am 28. März 2019 verkündet EDEN, auf sämtlichen Social Media Seiten, dass er sein eigenes Musiklabel gegründet hat.).
23. ↑  [PREMiERE] EDEN - Billie Jean (Michael Jackson Cover) : Must Hear Cover [Free Download]. In: This Song Is Sick. (Online [abgerufen am 17. Januar 2018]).
24. ↑  Breaking: Illenium Announces New Album with Full Tracklist. In: RIVER BEATS. 1. August 2017 (Online [abgerufen am 17. Januar 2018]).

| Personendaten    | Personendaten                                                  |
| ---------------- | -------------------------------------------------------------- |
| NAME             | Eden                                                           |
| ALTERNATIVNAMEN  | Ng, Jonathon (wirklicher Name); EDEN                           |
| KURZBESCHREIBUNG | irischer Produzent, Sänger und Songwriter elektronischer Musik |
| GEBURTSDATUM     | 23. Dezember 1996                                              |
| GEBURTSORT       | Dublin, Irland                                                 |